# Połczyn-Zdrój
Pour la gmina, voir Połczyn-Zdrój (gmina).
Połczyn-Zdrój (en allemand : Bad Polzin) est une ville de la voïvodie de Poméranie-Occidentale, dans le nord-ouest de la Pologne. Elle est le siège de la gmina de Połczyn-Zdrój, dans le powiat de Świdwin. Sa population s'élevait à 8 485 habitants en 2013.

## Personnalités liées à Połczyn-Zdrój
- Heinrich von Manteuffel (1833-1900), homme politique prussien
- Janusz Janowski (1965-), peintre et musicien né à Połczyn-Zdrój